# Lupita Tovar
Lupita Tovar; właściwie Guadalupe Tovar (ur. 27 lipca 1910 w Oaxaca, zm. 12 listopada 2016 w Los Angeles) – meksykańska aktorka filmowa występująca również w Hollywood. Najbardziej znana z hiszpańskojęzycznej wersji Draculi, która była kręcona w 1931 w tym samym studiu i niemal równocześnie co wersja amerykańska z Bélą Lugosim.
Była matką nominowanej do Oscara aktorki Susan Kohner. Jej wnukami są Chris Weitz i Paul Weitz; m.in. reżyserzy popularnej komedii American Pie (1999).
Zmarła w swoim domu w Los Angeles 12 listopada 2016 dożywając 106 lat.

## Filmografia
- La Voluntad del muerto (1930) jako Anita
- Dracula (hiszpański film z 1931 roku) jako Eva
- Na wschód od Borneo (1931) jak Neila
- Santa (1932) jako Santa
- Najeźdźca (1936) jako Lupita Melez
- Blokada (1938) jako Palm Reader
- Maria (1938) jako Maria
- Na południe od granicy (1939) jako Dolores Mendoza
- Zielone piekło (1940) jako tubylcza dziewczyna
- Człowiek z Zachodu (1940) jako Teresita
- Dwie strzelby szeryfa (1941) jako Nita